# Die Liga der Gerechten
Die Liga der Gerechten ist der deutsche Titel der US-amerikanischen Zeichentrickserie Justice League Unlimited, die von 2004 bis 2006 produziert wurde.

## Entstehung und Konzeption
Die Zeichentrickserie Die Liga der Gerechten basiert auf der Gerechtigkeitsliga-Comicreihe des US-amerikanischen Comic-Verlages DC Comics. Bereits von 1972 bis 1985 wurde die Idee der Gerechtigkeitsliga lose in der Zeichentrickserie Die Superfreunde (original: Super Friends) adaptiert. Seit 2001 gibt es mit der Serie Justice League, die seit dem 3. Februar 2024 erstmals mit deutscher Synchronisation übersetzt wurde, die verwirrenderweise unter demselben Namen Die Liga der Gerechten, auf Netflix veröffentlicht wurde, und die Liga der Gerechten (original: Justice League Unlimited 2004–2006) eine neue und genauere Adaption der Post-Krisen-Variante der Comicreihe.
Die Serie konzentrierte sich zunächst vor allem auf die Helden Superman, Batman, J'onn J'onzz (Martian Manhunter), Wonder Woman, The Flash, Hawkgirl und Green Lantern. Nach dem Weggang von Hawkgirl in der Vorgängerserie weitete sich das Team auf fast sämtliche Helden aus dem DC-Universum aus.

## Handlung
Die Serie beginnt mit der Erweiterung der Justice League und der Aufnahme neuer Mitgliedschaft, welche im Verlauf der Serie auch ihre eigenen Geschichten haben, darunter Supergirl, Green Arrow und Black Canary, Huntress, Vixen, Vigilante und der Shining Knight, Stargirl und ihr Vater S.T.R.I.P.E., Booster Gold, und Fire und Ice.
Die Serie endet in der dritten Staffel mit einem Handlungsbogen, in der Lex Luthor vom intelligenten, verbrecherischen Gorilla Grodd als Mitglied seiner Verbrecherorganisation angeheuert wird. Luthor macht zunächst mit, weil er versucht, seine jetzt unterbrochene Verbindung mit Brainiac wiederherzustellen, rebelliert schließlich jedoch und übernimmt selbst die Organisation. Seine Bemühungen, Brainiac wieder zu rekonstruieren, führen dazu, dass Supermans alter Feind Darkseid wieder zum Leben erweckt wird und dieser die Erde angreift. Superhelden und Superschurken müssen sich zusammenraufen, um die Zerstörung der Erde abzuwenden, und ironischerweise ist es Luthor, der die Erde rettet, indem er sich zu einem gottgleichen Wesen verwandeln lässt und Darkseid das gibt, wonach er lange gesucht hat: die Anti-Lebensgleichung.

## Synchronisation
Die deutsche Synchronfassung zur Serie wurde bei Blackbird Music erstellt. Dialogbuch und Synchronregie führte Boris Tessmann. Alle 39 Folgen der „Justice League Unlimited“-Serie wurden von Blackbird Music bearbeitet.
Da die Vorgängerserie Justice League in Deutschland (bis 2024) nie ausgestrahlt wurden, ergeben sich in mehreren Folgen bemerkbare Handlungslücken, wie zum Beispiel in „Für den Mann, der alles hat“, „Kinderkram“ und „Weck die Toten“, in denen eine frühere Konfrontation mit den jeweiligen Antagonisten angesprochen wird, oder in der Episode „Hunter's Moon“, wo die Invasion der Thanagarier erwähnt wird, die in der Original-US-Version die drei abschließenden Episoden der zweiten Justice-League-Staffel ausfüllte.
Ein weiteres signifikantes, im Deutschen aber nicht behandeltes Kapitel, ist die Originaldoppelfolge „A Better World“ der Vorgängerserie, in der die Gerechtigkeitsliga auf ihr Gegenstück aus einer anderen Realität trifft. Diese Version, genannt die Justice Lords, hatte sich zu einer Despotengruppe entwickelt und die Macht übernommen, nachdem ihr Flash von Lex Luthor, der in dieser Realität zum Präsidenten der Vereinigten Staaten wurde, ermordet worden war. Luthor wurde dafür von Superman persönlich getötet, womit die Justice Lords zu einem Symbol der Korruption im Namen der Gerechtigkeit und damit zu einem warnenden Beispiel für die Justice League wurden – einer der Gründe, weshalb das Projekt Cadmus gegründet und der politisch kritische Green Arrow in die Justice League aufgenommen wurde. Diese Hintergrundereignisse werden in der vorletzten Folge der deutschen Synchronisation, „Gemeinsam sind wir stark“, angesprochen, und die Nanoklone, die Luthor/Brainiac erschafft, um die Justice League aufzuhalten, sind Nachbildungen der Justice Lords, während Flash einem verbrecherischen Gegenstück aus den DC Comics, Reverse Flash, entgegentreten muss.
In der Doppelfolge „Die Zeitverschiebung“ (The Once And Future Thing) erscheint ein Superheld namens Static, der Held einer (in Deutsch bisher noch nicht veröffentlichten) Zeichentrickserie namens Static Shock, die in vier Staffeln von 2000 bis 2004 lief und ebenfalls auf einer DC-Comics-Superheldenreihe basiert. In verschiedenen Folgen beider Serien ergeben sich verschiedene Crossovers mit der Serie Justice League und (vonseiten Static Shocks) mit der Batman-Zeichentrickserie, der Superman-Zeichentrickserie und sogar der Zeichentrickserie Batman of the Future.
| Rolle                            | Originalsynchronsprecher | Deutscher Synchronsprecher |
| -------------------------------- | ------------------------ | -------------------------- |
| Superman / Clark Kent            | George Newbern           | Ingo Albrecht              |
| Batman / Bruce Wayne             | Kevin Conroy             | Eberhard Haar              |
| Wonder Woman / Diana             | Susan Eisenberg          | Arianne Borbach            |
| Martian Manhunter / J'onn J'onzz | Carl Lumbly              | Jan Spitzer                |
| The Flash / Wally West           | Michael Rosenbaum        | Marius Clarén              |
| Green Lantern / John Stewart     | Phil LaMarr              | Tilo Schmitz               |
| Hawkgirl / Shayera Hol           | Maria Canals             | Gundi Eberhard             |